# Piscine d'Yrjönkatu
La piscine d'Yrjönkatu (en finnois : Yrjönkadun uimahalli) est un piscine construite dans la rue Yrjönkatu dans le quartier de Kamppi à Helsinki en Finlande,.

## Présentation
La piscine d'Yrjönkatu est la première et la plus ancienne piscine intérieure publique de Finlande.
Le bâtiment est conçu par l'architecte Väinö Vähäkallio et la piscine est inaugurée le 4 juin 1928.
Le premier étage de l'édifice comprend un bassin de 25×10 mètres, deux saunas et des vestiaires. 
Le deuxième étage a des cabines de repos, des saunas et des cafés.
En 2015, la BBC britannique a classé la piscine d'Yrjönkatu sur la liste des plus belles piscines du monde.

## Galerie

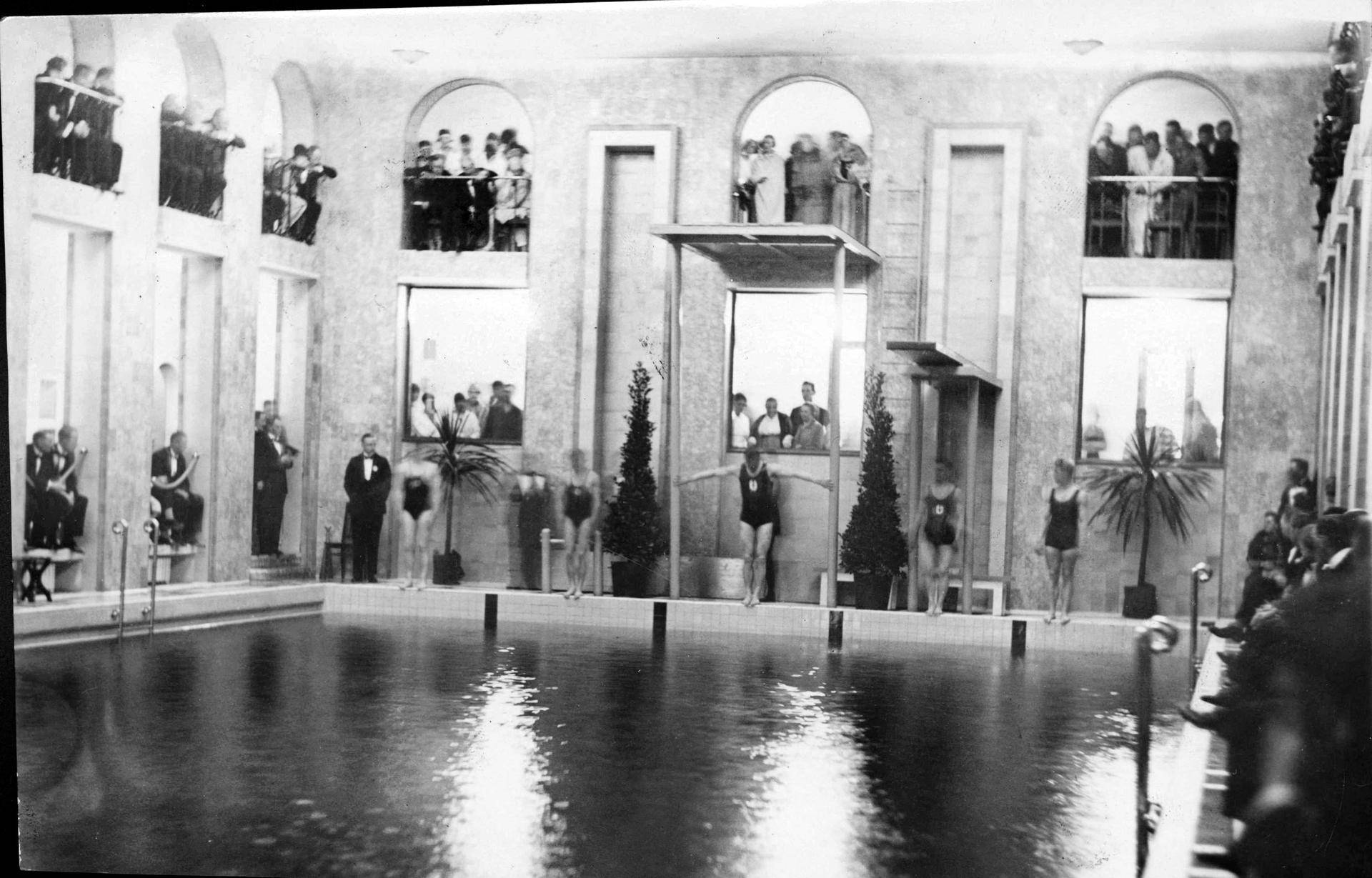
La piscine en 1928.